# اقتصاد فاشیستی
مورخان و محققان در مورد این سؤال که آیا می‌توان گفت که نوع خاصی از سیاست اقتصادی فاشیستی وجود دارد یا خیر، اختلاف نظر دارند. دیوید بیکر استدلال می‌کند که یک سیستم اقتصادی قابل شناسایی در فاشیسم وجود دارد که از آنهایی که توسط ایدئولوژی‌های دیگر حمایت می‌شود متمایز است و شامل ویژگی‌های اساسی است که بین کشورهای فاشیستی مشترک بوده است. پین (Payne)، پکستون، اشترنهل و همکاران. استدلال می‌کنند که در حالی که اقتصادهای فاشیستی دارای شباهت‌هایی هستند، هیچ شکل متمایز سازمان اقتصادی فاشیستی وجود ندارد. جرالد فلدمن (Gerald Feldman) و تیموتی میسون استدلال می‌کنند که فاشیسم با فقدان ایدئولوژی اقتصادی منسجم و فقدان تفکر جدی اقتصادی متمایز می‌شود. آنها بیان می‌کنند که تصمیمات اتخاذ شده توسط رهبران فاشیست را نمی‌توان در چارچوب منطقی اقتصادی توضیح داد.
جنبش‌های فاشیستی تمایل داشتند که هیچ اصول اقتصادی ثابتی جز این تمایل عمومی نداشته باشند که اقتصاد باید به ساختن یک کشور قوی کمک کند. به این ترتیب، محققان استدلال می‌کنند که فاشیست‌ها هیچ ایدئولوژی اقتصادی نداشتند، اما آنها از عقاید عمومی، منافع اهداکنندگان خود و ضرورت‌های جنگ جهانی دوم پیروی می‌کردند. به‌طور کلی، دولت‌های فاشیستی بر مالکیت خصوصی کنترل داشتند اما آن را ملی نکردند. محققان همچنین خاطرنشان کردند که شرکت‌های تجاری بزرگ بین دولت‌های فاشیست ایتالیا و فاشیست آلمان همکاری نزدیک و فزاینده ای ایجاد کردند. رهبران تجاری از اهداف سیاسی و نظامی دولت حمایت می‌کردند و در ازای آن، دولت سیاست‌های اقتصادی را دنبال کرد که سود متحدان تجاری خود را به حداکثر رساند.
فاشیسم با سرمایه‌داری رابطه پیچیده‌ای داشت، هم در زمان‌های مختلف و هم در کشورهای مختلف از جنبه‌های مختلف آن حمایت می‌کرد و هم با آن مخالفت می‌کرد. به‌طور کلی، فاشیست‌ها دیدگاهی ابزاری از سرمایه‌داری داشتند و آن را ابزاری می‌دانستند که بسته به شرایط ممکن است مفید باشد یا نباشد. هدف فاشیست‌ها ترویج آنچه منافع ملی کشورهای خود می‌دانستند بود. آنها از حق مالکیت خصوصی و انگیزه سود حمایت می‌کردند، زیرا معتقد بودند که برای توسعه اقتصادی یک ملت مفید است، اما معمولاً به دنبال حذف خودمختاری سرمایه‌داری در مقیاس بزرگ از دولت بودند. با این حال، در حالی که سایر کشورهای سرمایه‌داری غربی برای افزایش مالکیت دولتی صنعت در همان دوره تلاش کردند، آلمان نازی مالکیت عمومی و خدمات عمومی را به بخش خصوصی منتقل کرد. به گفته ریچارد آوری مورخ، اقتصاد جنگ نازی یک اقتصاد مختلط بود که بازارهای آزاد را با برنامه‌ریزی مرکزی ترکیب می‌کرد و اقتصاد را جایی در بین اقتصاد دستوری اتحاد جماهیر شوروی و نظام سرمایه‌داری ایالات متحده توصیف می‌کرد. نظام‌های فاشیستی به عنوان سرمایه‌داری استبدادی یا تمامیت‌خواه توصیف شده‌اند.

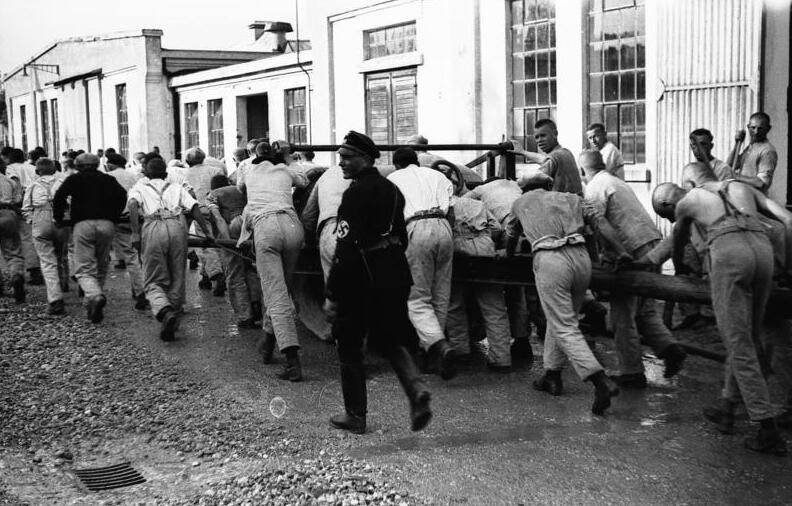
زندانیانی که در اردوگاه کار اجباری نازی‌ها در حال انجام کار اجباری هستند.